# Susan Hill
Pour les articles homonymes, voir Hill.
Œuvres principales
- Je suis le seigneur du château (1970)
- La Dame en Noir (1983)
- La Malédiction de Manderley (1993)

Susan Hill, née le 5 février 1942 à Scarborough, est une romancière britannique. Ses romans les plus célèbres sont Je suis le seigneur du château (I'm the King of the Castle, 1970) pour lequel elle a reçu le Prix Somerset-Maugham en 1971 ;  et La Dame en Noir (The Woman in Black, 1983). Elle a été nommée Commandeur de l'ordre de l'Empire britannique (CBE) en 2012 pour ses services à la littérature.

## Biographie
Fille unique, Susan Elisabeth Hill naît à Scarborough, ville côtière du Yorkshire du Nord en 1942. Sa ville natale est le cadre de son roman A Change for the Better (1969) et de quelques-unes de ses nouvelles, en particulier Cockles and Mussels.
Elle a étudié à la Scarborough Convent School, où elle s'est intéressée au théâtre et la littérature. Sa famille a quitté Scarborough en 1958 et a déménagé à Coventry, où son père travaillait dans l'industrie automobile et aéronautique. Susan publie son premier roman en 1961 chez Hutchinson. Elle était alors en première année d'université. Le roman a été critiqué par le Daily Mail pour son contenu osé, l'écriture dans ce style ne convenant pas pour une « écolière ».
Son deuxième roman Gentleman and Ladies a été publié en 1968. Il sera suivi par de nombreux autres romans publiés entre 1968 et 1974 : Je suis le seigneur du château (I'm the King of the Castle), L'Albatros et autres histoires (The Albatross and other stories), etc.
Susan Hill a longtemps mené de front sa carrière d’écrivain et le métier de journaliste. De 1963 à 1968, elle a été journaliste indépendante. Depuis 1977, elle est chroniqueuse pour le Daily Telegraph. Elle a fondé en 1996 une maison d'édition, Long Barn Books, qui publie une œuvre de fiction par an environ. Elle a lancé sur son site Internet un cours d’écriture afin de partager son savoir-faire avec les écrivains en herbe. Elle dirige une revue littéraire, Books and Company, et une boutique de cadeaux à Chipping Campden.

## Vie privée
En 1975, Hill épouse un spécialiste de William Shakespeare, Stanley Wells, avec lequel elle déménage à Stratford-upon-Avon. Leur première fille, la romancière Jessica Ruston, est née en 1977 et leur deuxième fille, Clémence, est née en 1985.
Une fille cadette, Imogen, est née prématurément, et est décédée au bout de quatre semaines. En 2013, Susan Hill quitte son mari et emménage avec Barbara Machin, scénariste de la série télévisée Meurtres en sommeil (Waking The Dead). Elle a adapté pour la télévision les enquêtes de Simon Serrailler.
Susan Hill est anglicane.

## Œuvres
Les romans de Susan Hill renouent avec le style gothique du fantastique, en particulier son histoire de fantôme La Dame en Noir (The Woman in Black), roman publié en 1983. Son œuvre s'inscrit dans la tradition des histoires de fantômes de Henry James et Montague Rhodes James, et participe des romans gothiques de Daphné du Maurier. Le roman a été adapté au théâtre en 1987 et la pièce se joue toujours dans le West End de Londres. Il a également été adapté en téléfilm en 1989, et au cinéma par Hammer Film Productions en 2012, avec Daniel Radcliffe qui tient le rôle principal. Susan Hill a écrit ensuite une autre histoire de fantôme avec des ingrédients similaires, The Mist in the Mirror en 1992, et une suite du roman Rebecca de Daphné du Maurier en 1993 : La Malédiction de Manderley (Mrs de Winter).
Depuis 2004, Susan Hill a commencé une série de romans policiers mettant en vedette le détective Simon Serrailler. Six romans ont été traduits en français : Meurtres à Lafferton (The Various Haunts of Men, 2004), Où rôdent les hommes (The Pure in Heart, 2005), Au risque des ténèbres (The Risk of Darkness, 2006), La Mort a ses habitudes (The Vows of Silence, 2009), Des Ombres dans la rue (The Shadows in the Street, 2010) et Ce sera ton dernier instant (The Betrayal of Trust, 2011).

### Romans
- Je suis le seigneur du château (I'm the King of the Castle, 1970) / trad. Roseline Eddé. Paris : Albin Michel, 1972, 271 p. (Les grandes traductions).
- L'Oiseau de nuit (The Bird of Night, 1972) / trad. Roseline Eddé. Paris : Albin Michel, 1973, 258 p.
- Un printemps provisoire (In the Springtime of the Year, 1973) / trad. Roselyne Eddé. Paris : Albin Michel, 1976, 220 p. (Les grandes traductions).  (ISBN 2-226-00280-4)
- La Force de l'ange (Strong of Angels, 1991) / trad. Anne Villelaur. Paris : Albin Michel, 1993, 308 p. (Les grandes traductions).  (ISBN 2-226-06670-5)

### Romans fantastiques
- La Dame en Noir (The Woman in Black : A Ghost Story, 1983) / trad. Isabelle Maillet. Paris : l'Archipel, 2012, 216 p.  (ISBN 978-2-8098-0573-4)
- La Malédiction de Manderley (Mrs de Winter, 1993) / d'après Daphne Du Maurier ; trad. Anne Damour. Paris : Albin Michel, 1993, 395 p.  (ISBN 2-226-06542-3)
- Le Tableau maléfique (The Man in the Picture : A Ghost Story, 2007) / trad. Nicolas Porret-Blanc. Paris ; Bruxelles ; Montréal : Sélection du Reader's Digest, 2010, p. 346-417 (Sélection du livre ; 283).  (ISBN 978-2-7098-2132-2). Réunit avec : Sans regrets / Françoise Bourdin ; Le Trésor du Khan / Clive Cussler et Dirk Cussler ; Contre toute évidence / Tami Hoag. Rééd. sous le titre L'Ombre au tableau, l'Archipel, coll. "Les Maîtres du suspense", 2015, 160 p.  (ISBN 978-2-8098-1761-4)
- La Main de la nuit (The Small Hand : A Ghost Story, 2010) / trad. Pierre Brévignon. Paris : l'Archipel, 2012, 160 p.  (ISBN 978-2-8098-1575-7). Rééd. Archipoche, 2015, 200 p.  (ISBN 978-2-35287-815-5)

### Romans policiers de la sérieLes Enquêtes de Simon Serrailler
1. Meurtres à Lafferton (The Various Haunts of Men, 2005) / trad. Johan-Frédérik Hel Guedj. Paris : R. Laffont, 2006, 494 p. (Best-sellers).  (ISBN 2-221-10204-5)
2. Où rôdent les hommes (The Pure in Heart, 2006) / trad. Johan-Frédérik Hel Guedj. Paris : R. Laffont, 2006, 395 p. (Best-sellers).  (ISBN 2-221-10205-3)
3. Au risque des ténèbres (The Risk of Darkness, 2006) / trad. Johan-Frédérik Hel Guedj. Paris : R. Laffont, 2007, 397 p. (Best-sellers).  (ISBN 978-2-221-10206-0)
4. La Mort a ses habitudes (The Vows of Silence, 2008) / trad. Johan-Frédérik Hel Guedj. Paris : R. Laffont, 2009, 363 p. (Best-sellers).  (ISBN 978-2-2211-1179-6)
5. Des Ombres dans la rue (The Shadows in the Street, 2010) / trad. Johan-Frédérik Hel Guedj. Paris : R. Laffont, 2012, 408 p. (Best-sellers).  (ISBN 978-2-221-12546-5)
6. Ce sera ton dernier instant (The Betrayal of Trust, 2011) / trad. Johan-Frédérik Hel Guedj. Paris : R. Laffont, 2014, 399 p. (Best-sellers).  (ISBN 978-2-221-13428-3)
7. A Question of Identity (2012)
8. The Soul of Discretion (2015)
9. The Comforts of Home (2018)
10. The Benefit of Hindsight (2019)
11. A Change of Circumstance (2022)

### Albums jeunesse
- Si c'était vrai ? (Can it be True ? : a Christmas Story, 1987) / ill. Angela Barrett ; trad. Arnaud de la Croix. Paris ; Gembloux : Duculot, 1988, [28] p. (Les Albums Duculot).  (ISBN 2-8011-0781-6)
- Prudence (Beware, Beware, 1993) / ill. Angela Barrett ; [trad. Elisabeth Duval]. Paris : Kaléidoscope, 1993, [24] p.  (ISBN 2-87767-099-6)